# William Rentzmann
William Rentzmann (født 9. juni 1941 på Frederiksberg) er en dansk jurist, der blandt andet er tidligere direktør for Direktoratet for Kriminalforsorgen.
William Rentzmann blev cand.jur. fra Københavns Universitet i 1970.. Han har blandt andet været direktør for Civilretsdirektoratet inden han i 1999 kom til Direktoratet for Kriminalforsorgen som direktør.
Han gik på pension ved årsskiftet 2012/2013 og har siden været formand, bestyrelsesmedlem eller repræsentantskabsmedlem i en række civilsamfundsorganisationer, som Dansk Stalking Center, Cafe Exit, foreningen SAVN, Borgervennen af 1788, Fængselshistorisk Selskab og Den Danske Helsinki-Komité for Menneskerettigheder. Omkring 2012 var han medlem af Straffelovrådet, ligesom han har været formand for Juristernes og Økonomernes Pensionskasse.
I 2011 udgav han selvbiografien Sku' det være en anden gang.